# Hugo Heermann

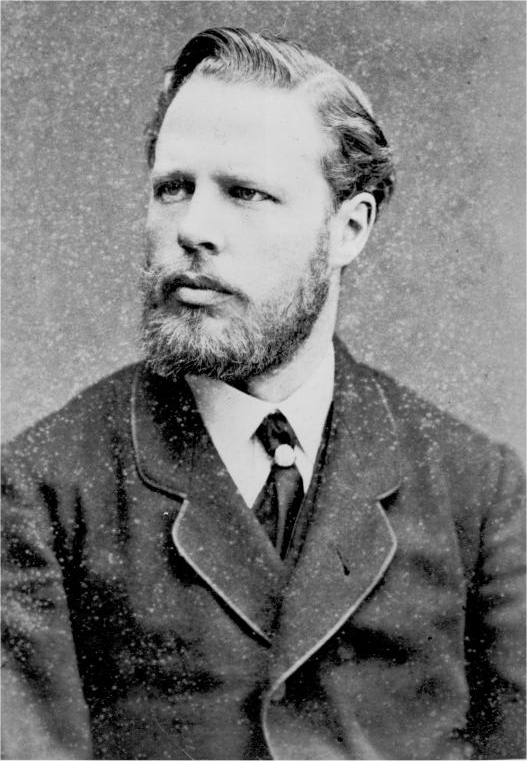
Hugo Heermann nel 1875

Hugo Heermann (Heilbronn, 3 marzo 1844 – Merano, 6 novembre 1935) è stato un violinista e docente tedesco.

## Biografia
Su raccomandazione di Gioacchino Rossini, Hugo Heermann compì gli studi musicali al Conservatorio reale di Bruxelles con Lambert Joseph Meerts (violino) e con François-Joseph Fétis (teoria)., per perfezionarsi in seguito con Charles de Bériot. Trasferendosi poi a Parigi, si fece conoscere come violinista ed entrò in contatto con l’elite musicale e artistica di Parigi. Nel 1865 fu invitato come spalla del Museumsorchester di Francoforte, svolgendo nel contempo numerose e acclamate tournée in Europa e Gran Bretagna. Nel 1878 fu nominato professore di violino nell’appena fondato Conservatorio Hoch di Francoforte. Avviò un Quartetto insieme a Fritz Bassermann (secondo violino), Adolf Rebner (viola) e Hugo Becker (violoncello).
Amico di Brahms, Heermann fu invitato a creare nuove composizioni del grande compositore, spesso con Clara Schumann e col violoncellista Bernhard Cossmann.
Dopo le sue dimissioni dal Conservatorio di Francoforte nel 1904, Heermann si trasferì negli Stati Uniti, succedando ad Émile Sauret al Chicago Musical College tra il 1906 e il 1909 e collaborando con l’Orchestra Sinfonica di Cincinnati nel biennio 1909-10. Gli subentrò poi il figlio Emil, anche lui violinista.
Ritornato in Europa nel 1910, Hugo Heermann insegnò al Conservatorio Stern di Berlino nel 1911 e successivamente al Conservatoire de musique di Ginevra. 
Dopo il 1922, Heermann visse principalmente a Merano in Alto Adige. Le sue memorie intitolate Meine Lebenserinnerungen furono pubblicate a titolo postumo.

## Allievi
Ludwig Becker, Anna Hegner, Bronisław Huberman, Ferdinand Kaufmann, Joseph Klein, Ferdinand Küchler, Raoul Söderström, Edgar Wollgandt

## Opere didattiche
- Violin-Schule von Ch. de Bériot Op. 102, neue durchgesehene und vervollständigte Ausgabe von Hugo Heermann, Magonza, B. Schott's Söhne, 1898

## Scritti
- Meine Lebenserinnerungen, Lipsia, F. A. Brockhaus, 1935

## Composizioni
- Cadenza per il Concerto per violino di Johannes Brahms, Berlino, Simrock, 1895